# Ex:Re
Ex:Re è il progetto da solista di Elena Tonra, cantante, compositrice e chitarrista della band Daughter.

## Storia

### Ex:Re (2018)
Il 26 novembre 2018, Elena Tonra ha rivelato il suo nuovo progetto, con l'uscita del primo singolo Romance, accompagnato dal video musicale. L'album intitolato Ex:Re, è stato pubblicato in digitale il 30 novembre dello stesso anno tramite le etichette 4AD e Glassnote, ed è successivamente uscito su CD e vinile il 1 febbraio 2019.
L'album è principalmente incentrato sulla fine di una relazione, ed è stato definito dalla stessa artista come "la versione cinematografica di un periodo della sua vita". L'album è stato prodotto e mixato da Fabian Prynn, ingegnere interno della 4AD e dalla compositrice e violoncellista Josephine Stephenson.

### Ex:Re with 12 Ensemble (2021)
Il 16 febbraio 2021, la cantante ha annunciato l'imminente uscita di un album in collaborazione intitolato Ex.re with 12 Ensemble, una reinterpretazione con archi delle canzoni originali dell'album Ex:Re, dalla violoncellista Josephine Stephenson, che è stato registrato dal vivo al Kings Place di Londra nel novembre del 2019. Il primo singolo estratto dall'album è stato Where The Time Went, accompagnato da un video musicale diretto dalla cantante. L'album è uscito sulle piattaforme digitali il 19 febbraio.

## Discografia

### Album in studio
- 2018 - Ex:Re
- 2021 - Ex:Re with 12 Ensemble

### Singoli
- 2018 - Romance
- 2019 - The Dazzler
- 2021 - Where The Time Went

## Formazione
- Elena Tonra - voce, chitarra, basso
- Fabian Prynn - batteria
- Josephine Stephenson - violoncello, basso, tastiera
- Jethro Fox - chitarra, pianoforte, basso, percussioni